# Brockenbahn
El Brockenbahn es uno de los tres ferrocarriles turísticos de vía métrica que junto con el Ferrocarril del Harz y el Ferrocarril del Valle del Selke conforman la red Ferrocarriles de vía estrecha del Harz en las montañas del Harz, en el estado de Sajonia-Anhalt de la República de Alemania.
Discurre desde la estación de Drei Annen Hohne (51° 46′ 13″ N, 10° 43′ 37″ @E / 51.7704°N,10.7269°@E / 51.7704; 10.7269 ()) a 542 metros (1778,2 pies) m (1.778 ft), donde se junta con el Ferrocarril del Harz, vía Schierke y el valle del río Bode hasta la cima del Brocken (51° 47′ 59″ N, 10° 37′ 04″ @E / 51.7997°N,10.6179°@E / 51.7997; 10.6179 (estación del Brocken)), la montaña más alta del Harz a 1141 metros (3743,4 pies) m y parte del Parque Nacional del Harz.

## Ruta

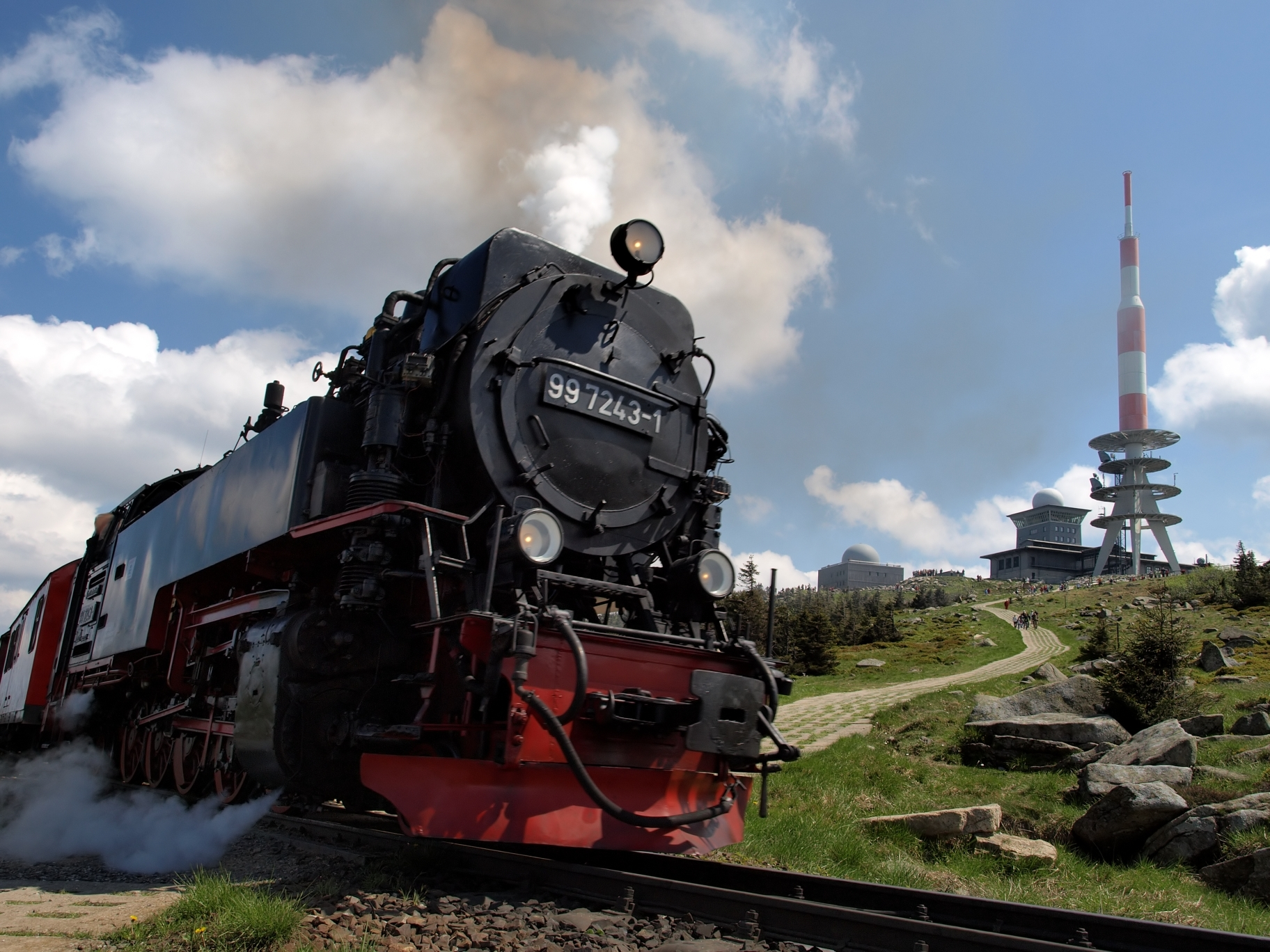
Locomotora de vapor 99 7243

El ferrocarril del Brocken deja la estación de Drei Annen Hohne (542 metros sobre el nivel del mar), como el ferrocarril del Harz en dirección suroeste. Antes de salir de la estación, cruza la carretera de Schierke a Elend y se introduce en el Parque Nacional del Harz. Continúa hacia el oeste hasta la estación de Schierke (688 metros). La línea discurre a una cierta distancia por el valle del río Kalte Bode, que se encuentra al sur y muy por debajo de la línea.
A continuación, a 971 metros de altura de la montaña, aparece a la izquierda el Wurmberg y el tren cruza el camino del Brocken por primera vez. 
Después de una cerrada curva a la izquierda antes del puente Eckerlock y otra curva al lado derecho, la línea llega a la estación de Goetheweg (956 metros), que solo se ultilitza como depósito de locomotoras. A continuación la línea sigue hacia el Brocken, haciendo una espiral y media, durante la cual atraviesa de nuevo el camino del Brocken y finalmente acaba después de 18,9 km en la estación del Brocken a 1125 metros sobre el nivel del mar.

## Historia

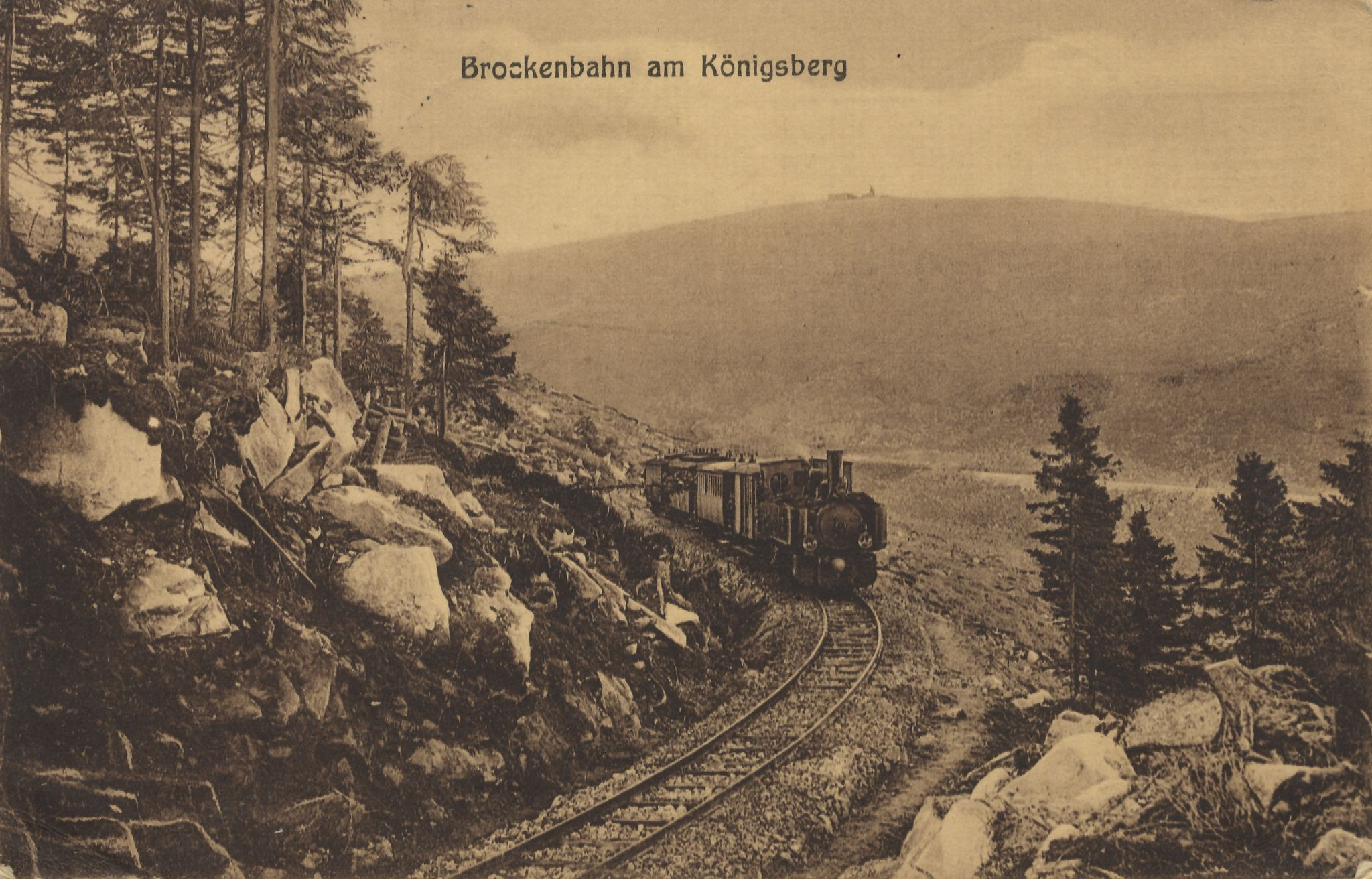
El ferrocarril del Brocken en Königsberg, alrededor de 1900

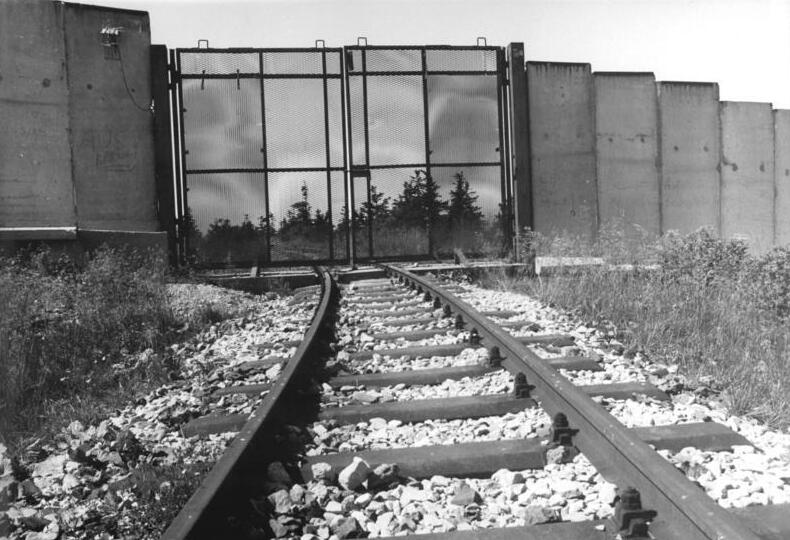
Valla fronteriza, septiembre de 1990

Ya en 1869 hubo un diseño para la construcción de un ferrocarril hasta el Brocken, pero fue rechazado. Una nueva presentación en 1895 tuvo éxito, cuando el 30 de mayo de 1896 el príncipe Otto de Stolberg-wernigerode hubo cedido los terrenos requeridos. La primera sección del Ferrocarril del Brocken, de drei Annen Hohne a Scherke, se abrió el 20 de junio de 1898 y se iniciaron poco después (4 de octubre de 1898) los trabajos para el tramo restante hasta el Brocken. Los servicios de transporte hacia el Brocken se hacían al principio entre el 30 de abril y el 15 de octubre. Durante el invierno los trenes solo llegaban hasta Schierke. Al final de la II Guerra Mundial resulta dañada de modo significativo la vía, principalmente por bombas y granadas, en el curso de los combates en el Harz, que había sido declarado una fortaleza. La sección del Brocken volvió a ser operativa a partir de 1949.
Hasta el 5 de agosto de 1948, el ferrocarril del Brocken fue operado por la Compañía ferroviaria Nordhausen-Wernigerode (NWE), después perteneció a un consorcio de empresas públicas/VVB), parte de los servicios de transporte de Sajonia-Anhalt, y el 11 de abril de 1949 de la Deutsche Reichsbahn de la República Democrática Alemana (RDA). Solo después de los juegos olímpicos de invierno de Schierke en 1950 los trenes pudieron llegar hasta la cumbre del Brocken. Se construyó una estación en Eckerloch para estos campeonatos, que fue cerrada al poco de acabar los juegos. Todavía se puede ver fácilmente la ubicación de los antiguos apartaderos de la estación de Eckerloch.
Los trenes de mercancías continuaron trabajando en la línea del Brocken hasta 1987, aunque partir de la construcción del muro de Berlín el 13 de agosto de 1961, el Brocken y su estación habían quedado en la zona prohibida, a la que, por lo tanto, no podía acceder la gente. Hasta ese momento, los trenes transportaban carbón, petróleo y materiales de construcción hasta la montaña para las tropas fronterizas de la Alemania del Este y los soldados de la Unión Soviética que estaban allá estacionados.
Los servicios de pasajeros continuaron funcionando desde Drei Annen Hohne hasta Schierke; en general solo dos pares de trenes de pasajeros circulaban en los horarios diarios. Los diversos trenes podrían ser utilizados de una manera especial, puesto que Schierke era parte de la zona fronteriza con la República Federal de Alemania.
Después de la Reunificación alemana hubo debates sobre el funcionamiento de la línea del Brocken, pero los esfuerzos conjuntos de los amigos del ferrocarril y de los políticos, bajo la supervisión del entonces ministro de Economía Horst Rehberger, ayudó a dar al ferrocarril del Brocken una segunda oportunidad. También estuvieron involucradas las Fuerzas Armadas alemanas (Bundeswehr), puesto que el tren del Brocken se necesitaba para desmontar las obsoletas instalaciones militares que había en la cumbre de la montaña. El 15 de septiembre de 1991, después de haber sido renovado, el ferrocarril del Brocken se abrió de manera ceremoniosa al público con dos trenes con tracción a vapor. Los trenes eran remolcados por las locomotoras núm.99 5903 (Mallet de la NWE, serie de 11 a 22, fabricada en 1897) y la locomotora 99 6001, un prototipo desarrollado en 1939 por la firma Krupp.
Desde la privatización de las líneas de vía estrecha del Harz en 1993, el ferrocarril del Brocken opera para el ferrocarril de vía estrecha del Harz (HSB).
Las locomotoras de vapor del ferrocarril del Brocken se han hecho populares entre los millares de turistas que suben cada año, ofreciendo un cómodo acceso a la cumbre del Brocken.

## Operativa actual
Más de seis parejas de trenes suben diariamente a la cumbre del Brocken durante el invierno. De ellos, cuatro con inicio y final en Wernigerode. Durando el verano, el servicio se incrementa hasta once parejas de trenes diariamente. El tren más rápido tarda unos 49 minutos en llegar a la cumbre. El Ferrocarril del Brocken es el único servicio regular que está exclusivamente traccionado por locomotoras de vapor (los servicios especiales pueden ser efectuados con ferrobuses y locomotoras diésel de las clases V110 o HSB 199.8, esta última para quitar la nieve).

## Galería

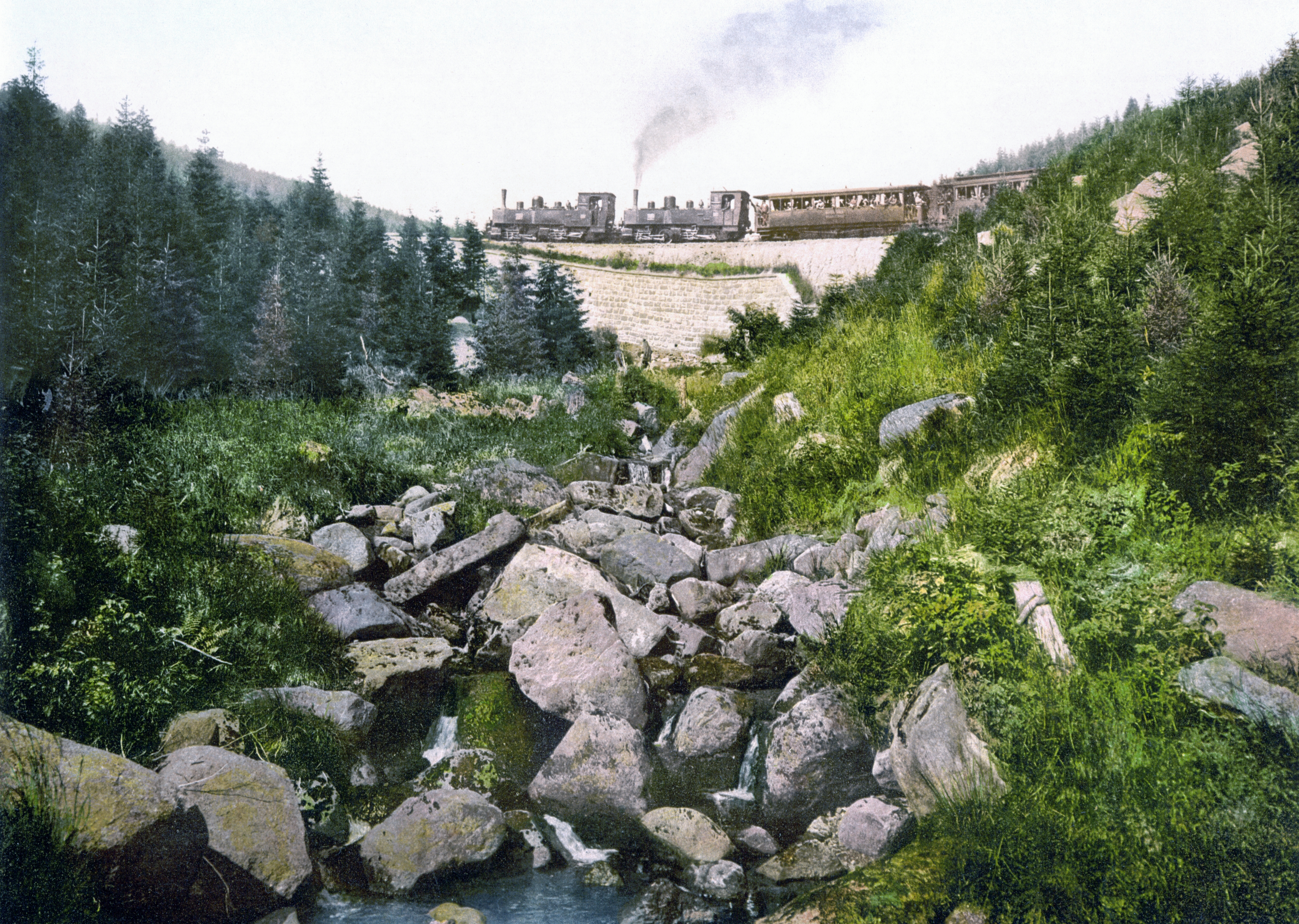
Ferrocarril del Brocken hacia 1900
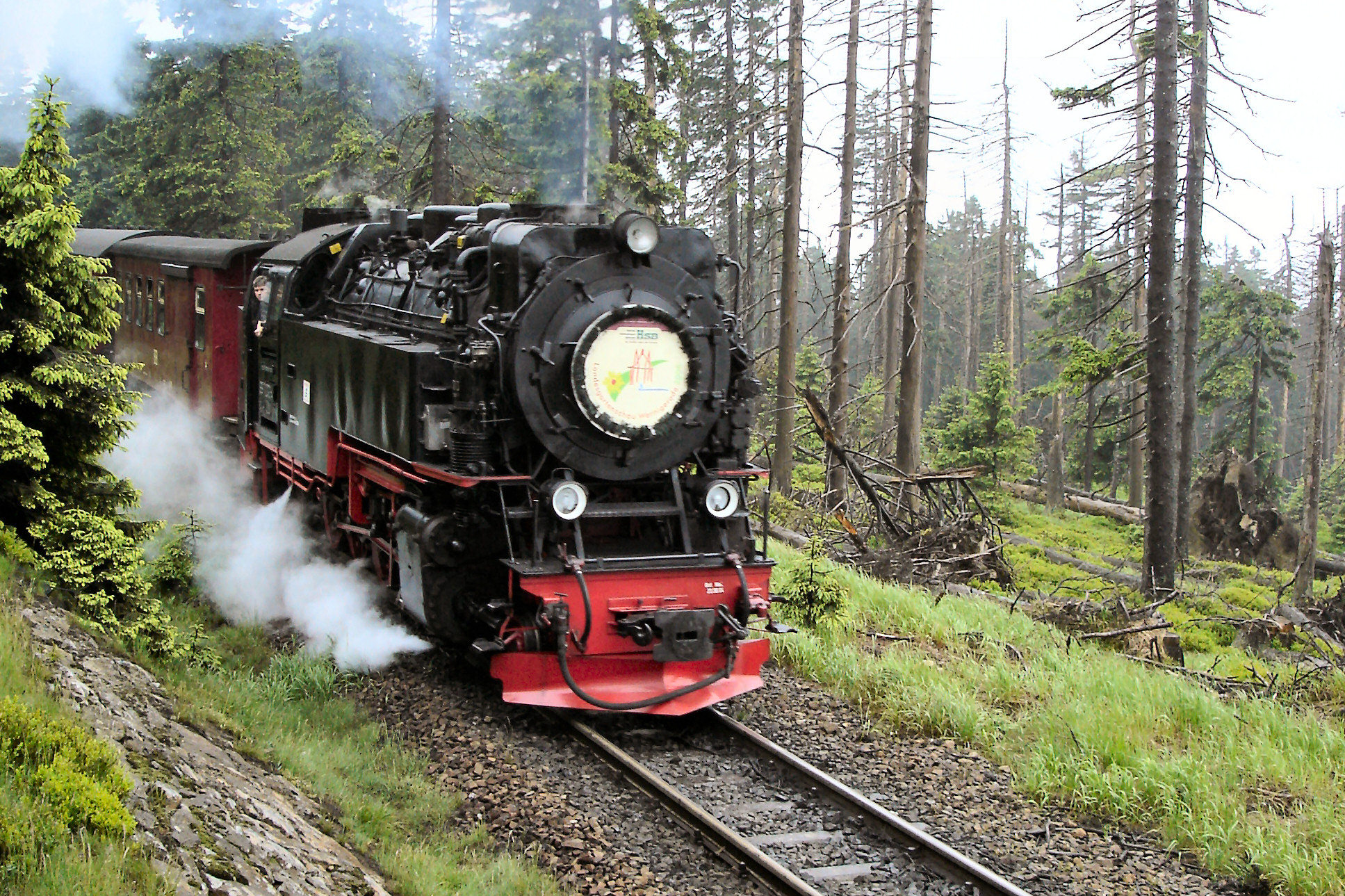
Camino hacia el Brocken
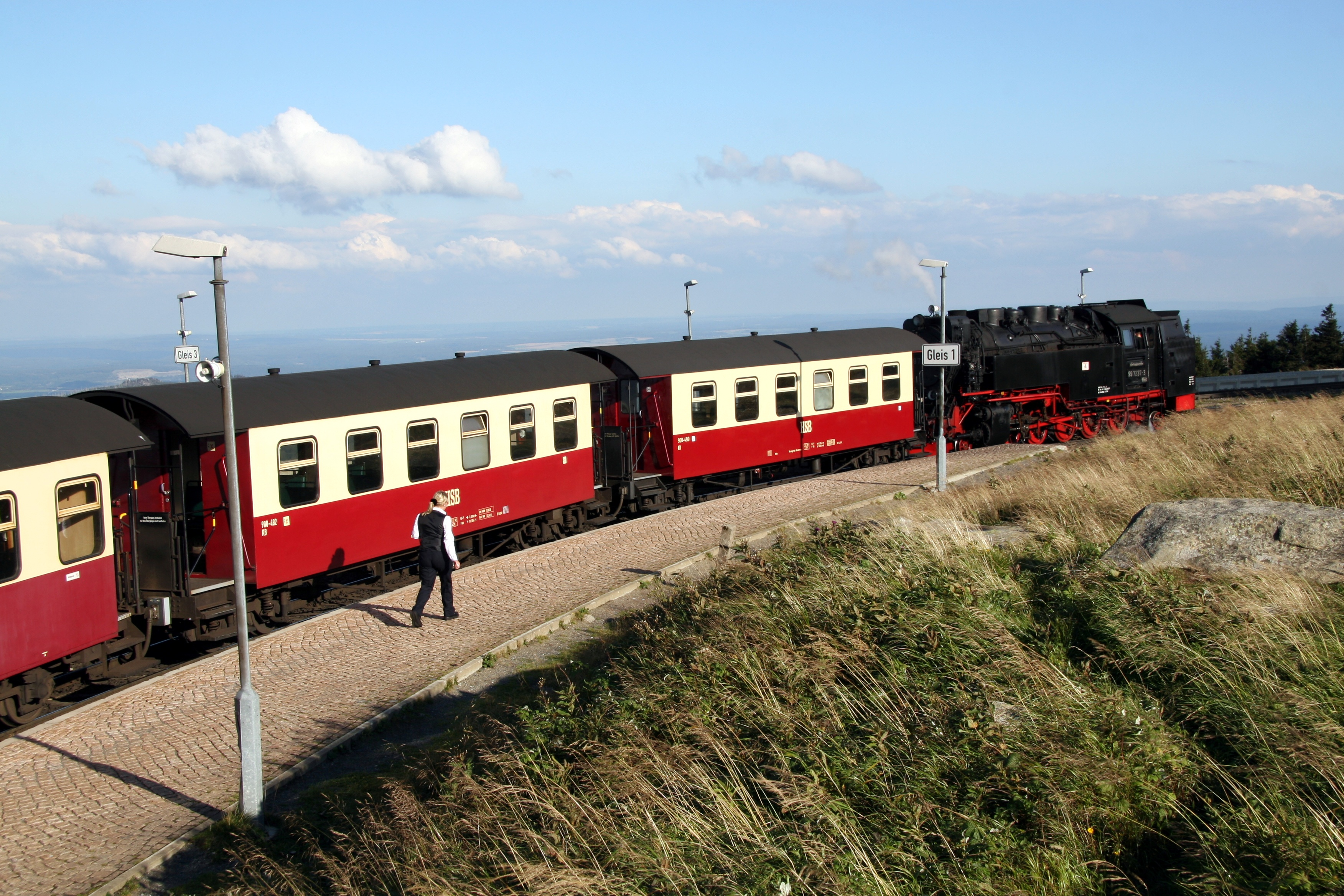
Tren de vapor en la estación del Brocken
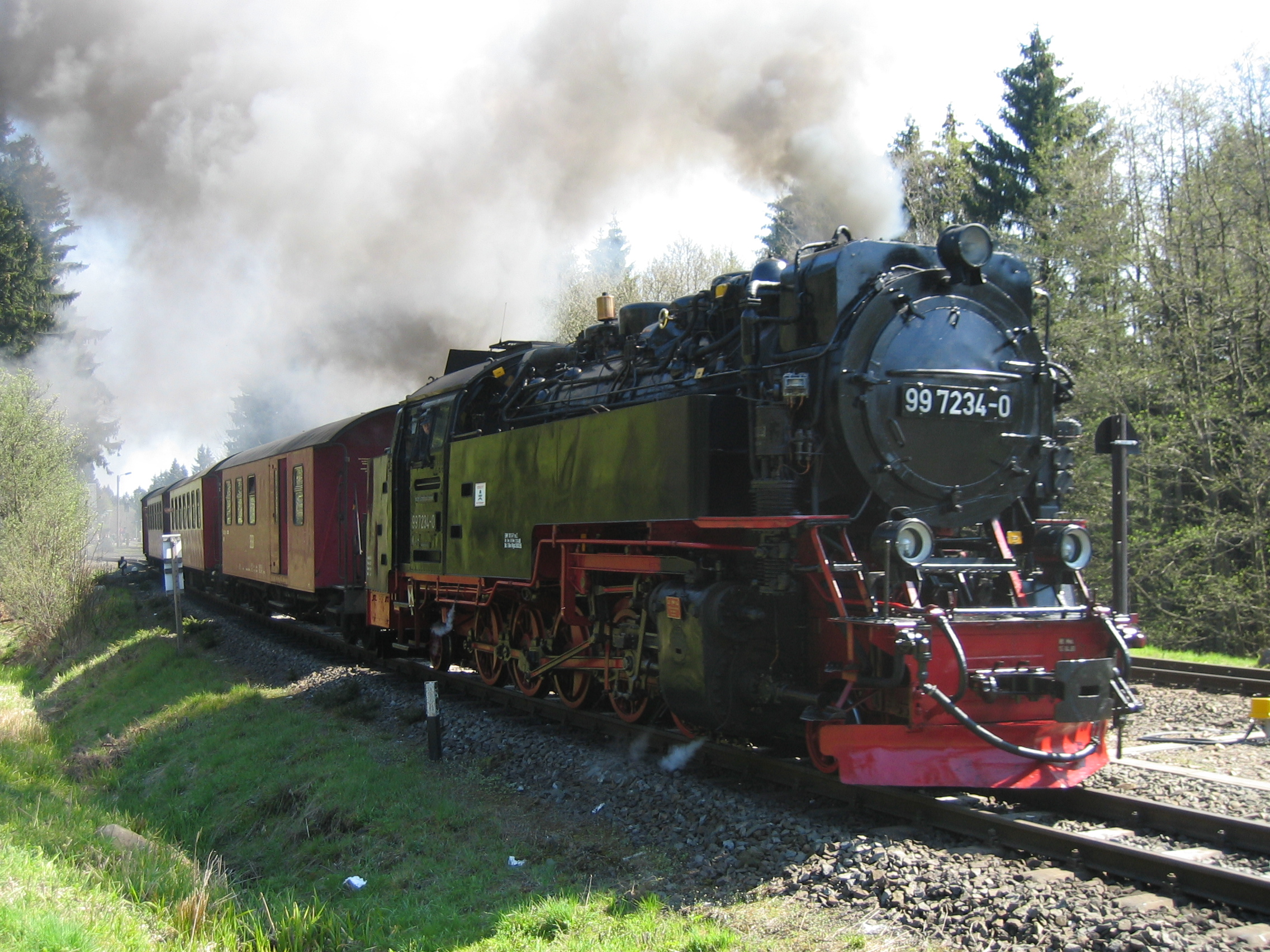
Tren del Brocken en Drei Annen Hohne
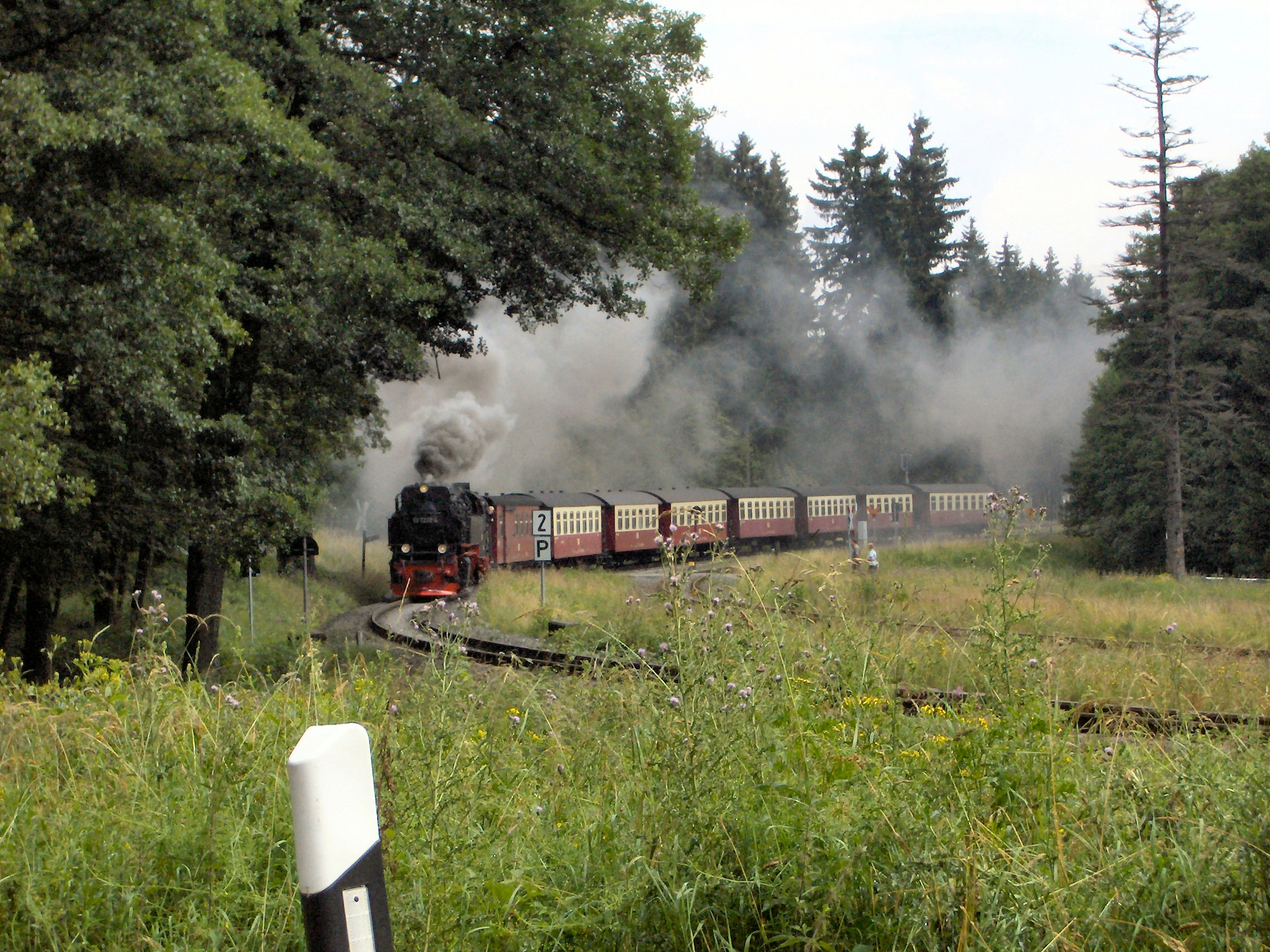
Tren del Brocken en Drei Annen Hohne
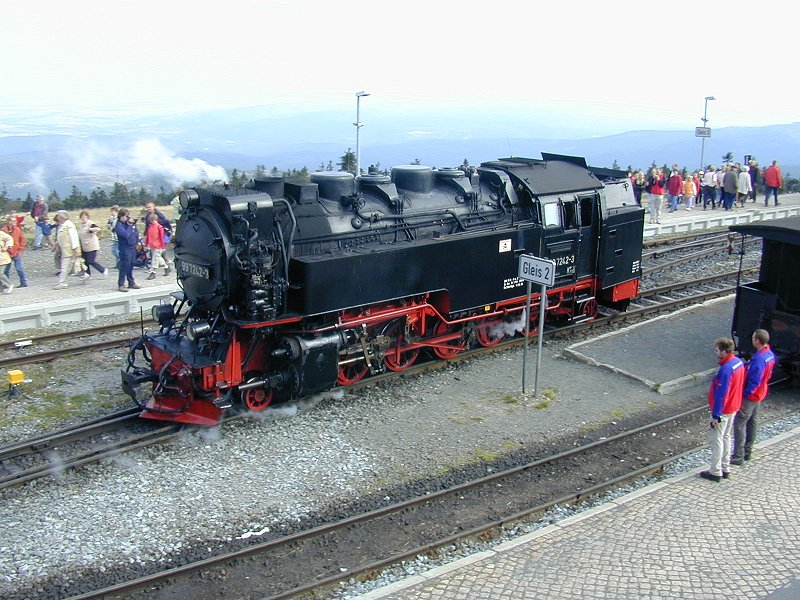
Locomotora de vapor moderna en la estación del Brocken
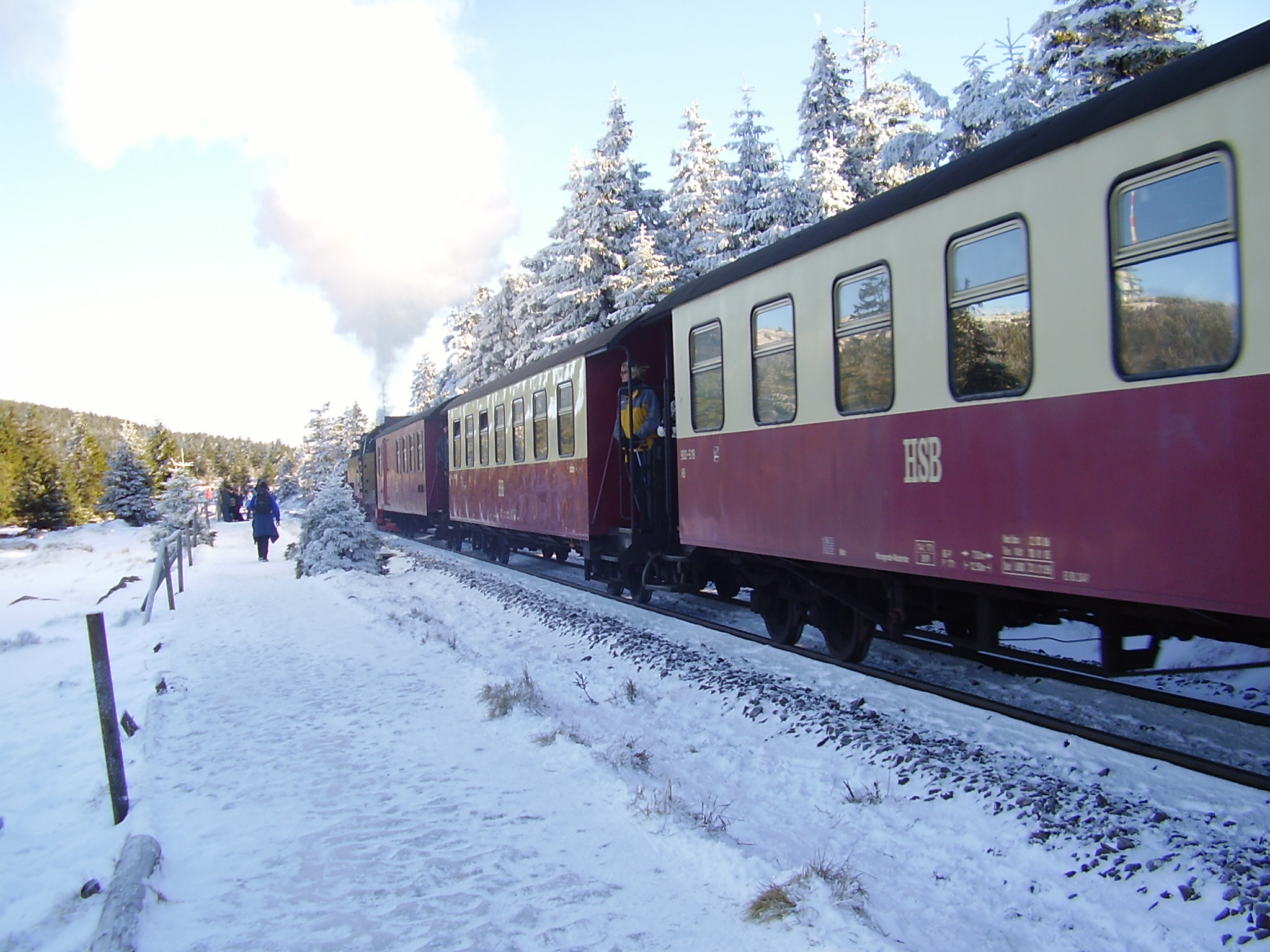
Tren del Brocken llegando a la estación de Goetheweg
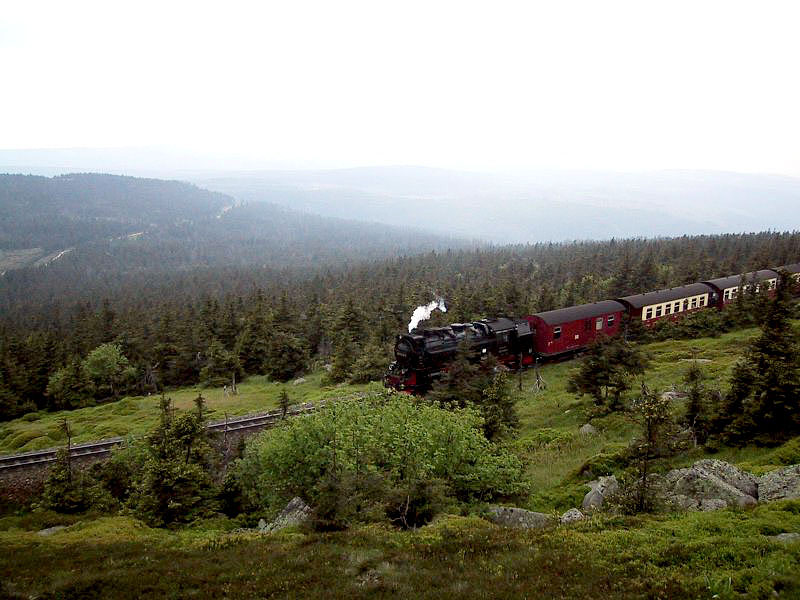
Tren del Brocken bajo la meseta del Brocken
- Video